# 1907 год в истории железнодорожного транспорта
1907 год в истории железнодорожного транспорта

## События
- 1 июля — на Большом центральном вокзале (англ. Grand Central Terminal) железной дороги New York Central Railroad[англ.] в Нью-Йорке все пригородные перевозки стали осуществляться на электротяге.
- 9 июля — на Астраханской линии Рязано-Уральской железной дороги от станции Красный Кут до станции Бузань-пристань открыто движение поездов.[1]
- На территории Малави построена первая железная дорога.[2]

## Новый подвижной состав
- В России на Путиловском заводе построен четырёхцилиндровый паровоз с двойным расширением пара серии У типа 2-3-0 конструкции инженера М. В. Гололобова.[2]
- В России на Брянском и Луганском заводах освоен выпуск паровозов серии Б.
- В России освоен выпуск паровозов серии К.
- на заводе Nine Elms Лондонской и Юго-Западной железной дороги выпущен в единственном экземпляре паровоз 2-3-0 серии LSWR E14 class конструкции Дугалда Драммонда[3].